# ینکللا (اورگن)
ینکللا (به انگلیسی: Yoncalla) شهری در شهرستان داگلاس ایالت اورگن است و در سرشماری سال ۲۰۱۱ میلادی، ۱٬۰۴۷ نفر جمعیت داشته که نسبت به سال ۲۰۱۰، ۰٫۷۶ درصد رشد جمعیت داشته‌است.